# Joaquim Pedro Quintela, 1.º Barão de Quintela
Se procura Joaquim Pedro Quintela, 2.º barão de Quintela e 1.º conde de Farrobo, veja Joaquim Pedro Quintela, 1.º Conde de Farrobo.
Joaquim Pedro Quintela (Lisboa, 20 de Agosto de 1748 — Lisboa, 1 de Outubro de 1817), 1.º barão de Quintela, foi um grande negociante e capitalista de Lisboa.

## Biografia
Joaquim Pedro Quintela foi filho de Valério José Duarte Pereira, fidalgo cavaleiro da Casa Real, cavaleiro professo da Ordem de Cristo, proprietário do ofício de escrivão das apelações cíveis das ilhas e das apelações dos crimes da comarca de Torres Vedras, e de sua mulher, Ana Joaquina Quintela.
A sua ascensão à posição de maior capitalista português do seu tempo começou em Março de 1782, quando herdou a casa dos seus pais e as dos seus tios maternos Luís Rebelo Quintela e Inácio Pedro Quintela.
Estes tios maternos eram filhos de António Gomes Rebelo e de sua mulher D. Madalena de Jesus e ambos detinham apreciáveis fortunas: Luís Rebelo Quintela era juiz dos Feitos da Coroa e Fazenda da Casa da Suplicação e desembargador dos agravos do mesmo tribunal; e Inácio Pedro Quintela, era familiar do Santo Ofício e grande mercador na Rua Nova, em Lisboa, titular de diversos e rendosos contratos reais, tendo também exercido, entre outros importantes cargos na área do comércio, as funções de vogal presidente da Junta do Comércio, Fábricas e Navegação. 
Da reunião das fortunas dos seus ascendentes, Joaquim Pedro Quintela fundou uma das mais opulentas casas do seu tempo, a qual foi engrandecendo através de mais contratos reais, continuando a senda que havia sido iniciada por seus tios. Foi assim que se fez titular, entre outros, dos contratos dos tabacos, dos diamantes, do azeite de peixe e baleia e das fábricas de lanifícios da Covilhã e Fundão. 
Estes contratos reais, na verdade adiantamentos ao fisco por conta de taxas e impostos a cobrar sobre os respectivos monopólios ou estancos, eram ao tempo a principal fonte de financiamento da Casa Real e do Estado, o que conferia ao contratante, para além de enormes lucros, uma influência política que em muito excedia a sua posição social. Foi por esta via que Joaquim Pedro Quintela se transformou numa das mais influentes personalidades do seu tempo, a que corresponderam as necessárias honrarias: fidalgo cavaleiro da Casa Real, por alvará de 6 de Maio de 1793; fidalgo do conselho da rainha D. Maria I, conselheiro honorário da Fazenda, comendador do Forno de Palhavã na Ordem de São Tiago da Espada, cavaleiro professo da Ordem de Cristo, entre outras. 
Na fase final da sua vida, quando já se afirmara o maior negociante de grosso trato da praça comercial de Lisboa e o seu mais abastado capitalista, também recebeu senhorios nobilitantes: a 13 de Agosto de 1802 recebeu o título de alcaide-mor da vila de Sortelha e a 13 de Dezembro daquele ano, o de senhorio da vila do Préstimo, na comarca de Aveiro. Adquiriu também terras que juntou às que herdara, tornando-se num dos maiores proprietários da Província da Estremadura.

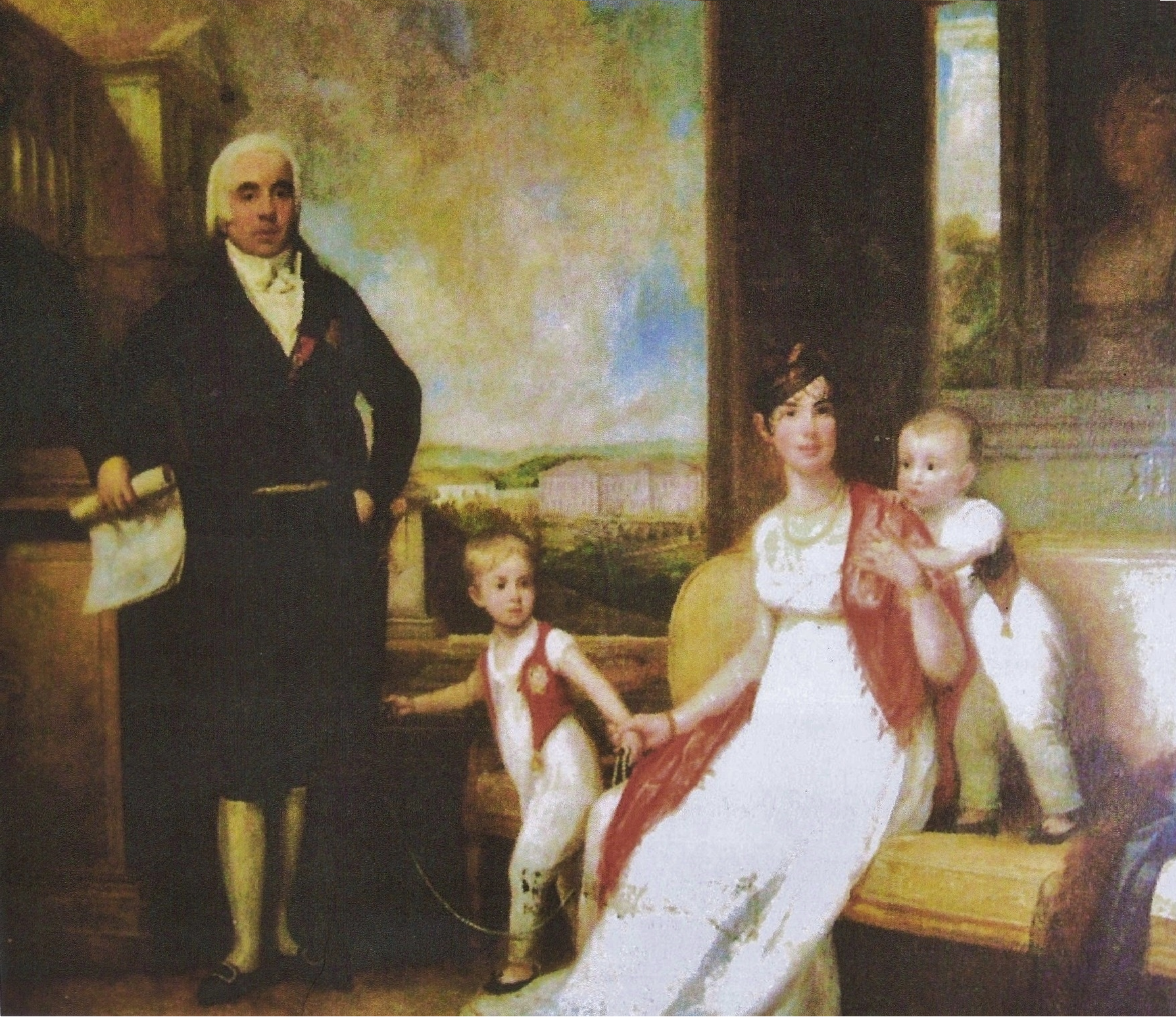
A família do Barão de Quintela, retratada por Domenico Pellegrini

Para acautelar as futuras gerações, evitando a divisão das propriedades que reunira, instituiu o morgadio de Quintela, o qual foi aprovado por decreto de 18 de Junho de 1791 e constituído por escritura de 23 de Junho de 1801. Naquele morgadio vinculou diversas propriedades que herdara e comprara, tudo no valor de 421.316$787 réis, a que depois reuniu a sua terça, incluindo a grande propriedade chamada do Farrobo, no concelho de Vila Franca de Xira. Como obrigações pias, estabeleceu certo número de missas ditas por alma dele e de seus parentes, nas capelas e ermidas da Quinta do Farrobo e nas da Quinta das Laranjeiras e do Calvel, a que acrescia o padroado da igreja do Convento das Salésias em Lisboa. O vínculo também incluía a obrigação dos seus administradores, ainda que de linha colateral, usarem sempre o apelido Quintela.
O título de barão de Quintela foi-lhe concedido a 17 de Agosto de 1805, por carta e decreto da rainha D. Maria I de Portugal, em duas vidas. Foi o segundo baronato financeiro criado em Portugal, dois dias apenas após a primeira atribuição, o de barão de Porto Covo da Bandeira concedido a Jacinto Fernandes Bandeira, outro grande capitalista da época.
Casou a 19 de Novembro de 1801 com Maria Joaquina Xavier de Saldanha, filha de Joaquim Lobato de Araújo e Costa, da casa de Juste, em Braga, e de sua mulher Maria Leonor Xavier de Saldanha. Deste casamento nasceram os seguintes filhos:
- Maria Gertrudes Quintela (1797 – 1824). Casou com D. José Maria Vasques Álvares da Cunha, 4.º conde da Cunha.
- Joaquim Pedro Quintela (1801 – 1869), 2.º barão de Quintela e depois 1.º conde de Farrobo. Casou com Mariana Carlota Lodi.

Joaquim Pedro Quintela teve ainda uma filha fora do casamento, D. Joaquina Rosa, nascida a 8 de Novembro de 1793, legitimada por alvará de 16 de Junho de 1812.